# Boulevard Berthier
Boulevard Berthier je bulvár v 17. obvodu v Paříži. Je součástí tzv. Maršálských bulvárů. Bulvár nese jméno Louise Alexandra Berthiera (1753–1815), maršála Francie.
Bulvár je dlouhý 1750 metrů a jeho šířka kolísá. Od Avenue de Clichy k železničnímu viaduktu má šířku 37 m, mezi ulicemi Rue de Saussure a Boulevard Malesherbes 60 m a zbývající úsek je široký 40 m.

## Historie
V letech 1840–1845 byly postaveny kolem Paříže nové hradby. Dnešní bulvár vznikl na místě bývalé vojenské cesty (Rue Militaire), která vedla po vnitřní straně městských hradeb. Tato silnice byla armádou převedena městu Paříži na základě rozhodnutí z 28. července 1859.